# Џејмс Багентал
Џејмс Багентал (енгл. James Frederick Thomas Bugental; 25. децембар 1915 — 17. септембар 2008) био је један од доминантних теоретичара и заговорника покрета хуманистичке психологије. Био је терапеут, учитељ и писац више од педесет година.

## Биографија
Рођен је 25. децембра 1915. у Индијани. Докторирао је на Државном универзитету у Охају 1948, проглашен је за члана Америчког удружења психолога 1955. и био је први добитник награде Роло Меј Одељења за хуманистичку психологију. Био је на руководећим позицијама у бројним професионалним организацијама, као и председник Калифорнијског државног психолошког удружења. У The Search for Authenticity 1965. је сажео постулате хуманистичке психологије које су често цитирали други теоретичари. Неки од његових публикација су The Search for Authenticity 1965, The Search for Existential Identity 1976, Psychotherapy and Process 1978, Intimate Journeys: Stories from Life-Changing Therapy 1990, The Art of the Psychotherapist 1992. и Psychotherapy Isn't What You Think 1999. Преминуо је 17. септембра 2008. у Петалуми.